# Louville-la-Chenard
Louville-la-Chenard é uma comuna francesa na região administrativa do Centro, no departamento Eure-et-Loir. Estende-se por uma área de 19 km². Em 2010 a comuna tinha 259 habitantes (densidade: 13,6 hab./km²).